# Pycreus sanguineosquamatus
Pycreus sanguineosquamatus là loài thực vật có hoa trong họ Cói. Loài này được Van der Veken miêu tả khoa học đầu tiên năm 1955.